# Gian Luca Zattini
Gian Luca Zattini (Meldola, 18 april 1955) is een Italiaans arts en politicus van de Democrazia Cristiana en later van de Lega Nord.
Zattini studeerde als arts en werkt als tandarts. 
In 2009 werd hij verkozen tot burgemeester van zijn geboortestad Meldola; in 2019 verloor hij deze functie aan Roberto Cavallucci.
Op 11 juni 2019 werd hij verkozen tot burgemeester van Forlì.